# Facing Identification Mark
Facing Identification Mark（フェイシング・アイデンティフィケーション・マーク、FIM）は、郵便書簡の自動処理を補助するためアメリカ合衆国郵便公社が定めたバーコード。FIM は封筒や葉書の上端、切手（あるいはそれに類するもの）が貼られるスペースの左隣に、横並びの縦線で印刷される。FIM は、はじめから封筒や葉書に印刷されているものである。つまり印刷するのは郵便公社でなく、封筒や葉書の印刷会社である。
FIM は 1（縦線）と 0（空白）からなる、9 ビットのコードである。（カスタム用を除くと）次の 4 種類が使われている。
- FIM A - 110010011
- FIM B - 101101101
- FIM C - 110101011
- FIM D - 111010111

FIM は次のような役割を持つ。まず、FIM によって郵便物の表裏判定が可能になる。また、郵便物の料金受取人払、オンライン支払いなどの支払種別を同定でき、加えて POSTNET バーコードの有無を判定できる。POSTNET バーコードがあれば、その郵便物はバーコード読取機へ直行する。
4 種類のコードの役割は次のとおりである。
- FIM A - 差出人払、料金先払（POSTNET バーコード有り）
- FIM B - 料金受取人払（ZIP+4 バーコード無し）
- FIM C - 料金受取人払（ZIP+4 バーコード有り）
- FIM D - オンライン支払 (en:Information Based Indicia)